# USS Herbert (DD-160)
USS Herbert (DD-160) là một tàu khu trục thuộc lớp Wickes của Hải quân Hoa Kỳ trong giai đoạn Chiến tranh Thế giới thứ nhất, sau được cải biến thành tàu vận chuyển cao tốc APD-22 trong Chiến tranh Thế giới thứ hai. Nó là chiếc tàu chiến duy nhất của Hải quân Hoa Kỳ được đặt tên theo Hilary A. Herbert (1834–1919), Bộ trưởng Hải quân Hoa Kỳ từ năm 1893 đến năm 1897.

## Thiết kế và chế tạo
Herbert được đặt lườn vào ngày 9 tháng 4 năm 1918 tại xưởng tàu của hãng New York Shipbuilding Corporation at ở Camden, New Jersey. Nó được hạ thủy vào ngày 8 tháng 5 năm 1919, được đỡ đầu bởi bà Benjamin Micou, con gái Bộ trưởng Herbert, và được đưa ra hoạt động vào ngày 21 tháng 11 năm 1919 dưới quyền chỉ huy của Hạm trưởng, Thiếu tá Hải quân E. A. Logan.

## Lịch sử hoạt động

### Giữa hai cuộc thế chiến
Sau chuyến đi chạy thử máy tại vùng biển Nam Đại Tây Dương, Herbert tiến hành huấn luyện tại vùng biển Caribe cho đến ngày 1 tháng 5 năm 1920, rồi quay lại đây vào ngày 20 tháng 7 cùng với hải đội khu trục của Hạm đội Đại Tây Dương. Nó tham gia các cuộc thực hành ngư lôi, thực tập phòng không và tập trận tầm ngắn dọc theo bờ Đông Hoa Kỳ. Nó được cho xuất biên chế tại Philadelphia vào ngày 27 tháng 6 năm 1922.
Herbert được cho nhập biên chế trở lại vào ngày 1 tháng 5 năm 1930, và gia nhập Hạm đội Tuần tiễu tại Newport, Rhode Island. Trong bốn năm tiếp theo, nó hoạt động tại cả vùng biển bờ Đông lẫn bờ Tây Hoa Kỳ, đóng vai trò quan trọng trong các cuộc tập trận Vấn đề Hạm đội hàng năm. Từ ngày 16 tháng 1 năm 1935 cho đến tháng 8 năm 1939, nó phục vụ như một tàu huấn luyện cho nhân sự Hải quân Dự bị Hoa Kỳ và học viên sĩ quan. Khi chiến tranh bùng nổ tại Châu Âu, nó đi ngang qua quần đảo Azore để đến Bồ Đào Nha vào ngày 2 tháng 10 năm 1939, và ở lại đây cho đến tháng 7 năm 1940. Quay trở về Hoa Kỳ, chiếc tàu khu trục được đại tu, và đến ngày 10 tháng 10, nó đi đến New London để phục vụ cùng Trường huấn luyện Thủy âm. Nó trải qua phần lớn thời gian của năm 1941 trong việc tập trận, thực hành ngư lôi và chống tàu ngầm.

### Thế Chiến II
Khi Hoa Kỳ chính thức tham gia Chiến tranh Thế giới thứ hai, Herbert hoạt động trong vai trò hộ tống vận tải dọc theo bờ biển Hoa Kỳ kéo dài từ Key West, Florida đến tận Halifax, Nova Scotia và Iceland. Hộ tống cho các tàu buôn hầu như không được bảo vệ đi qua các vùng biển đầy dẫy tàu ngầm U-boat Đức, chiếc tàu khu trục thường xuyên tiến hành các cuộc tấn công bằng mìn sâu vào các con tàu đối phương. Từ tháng 4 đến tháng 6 năm 1943, nó viếng thăm Gibraltar và Bắc Phi vào giai đoạn cao điểm tích lũy lực lượng cho cuộc tấn công đổ bộ lên Sicily, tiếp nối bằng một đợt tuần tra tìm-diệt. Sau đợt tuần tra thứ hai, nó hộ tống một đoàn tàu vận tải đi từ Bermuda đến Casablanca, rồi quay trở về Charleston vào ngày 22 tháng 11 năm 1943 để được cải biến thành một tàu vận chuyển cao tốc.
Được xếp lại lớp với ký hiệu lườn mới APD-22, Herbert lên đường đi sang Thái Bình Dương, đi đến San Diego, California tiến hành huấn luyện đổ bộ, rồi tiếp tục đi đến mũi Sudest, New Guinea ngang qua Trân Châu Cảng, đến nơi vào ngày 23 tháng 3 năm 1944. Nó cho đổ bộ lực lượng cho đợt tấn công ban đầu lên vịnh Humboldt, New Guinea vào ngày 22 tháng 4, rồi trải qua một tháng tiếp theo làm nhiệm vụ hộ tống vận tải cho đến khi tiến hành đổ bộ lực lượng chiếm đóng đảo Biak vào ngày 27 tháng 5. Cuộc đổ bộ lên Warsai tại khu vực mũi Sansapor vào ngày 30 tháng 7 tiếp nối sau một giai đoạn tuần tra và hộ tống, và đến ngày 15 tháng 9 nó có mặt ngoài khơi Morotai. Nó cho đổ bộ lực lượng dưới hỏa lực hỗ trợ của hải quân để chiếm đóng sân bay vốn nằm trong tầm hoạt động hiệu quả đến Philippines, bước quan trọng tiếp theo trong cuộc chiến tranh nhảy cóc băng qua Thái Bình Dương. Vào ngày 17 tháng 10, hai ngày trước cuộc đổ bộ chính lên vịnh Leyte, chiếc tàu khu trục cho đổ bộ lực lượng biệt kích lên đảo Homonhon vốn kiểm soát lối ra vào vịnh. Nó tiếp tục ở lại khu vực Philippines trong suốt thời gian còn lại của năm 1944 dưới áp lực không kích thường xuyên của quân Nhật, và đến tháng 1 năm 1945 cho đổ bộ lực lượng hỗ trợ lên vịnh Lingayen.
Từ Philippines, Herbert lên đường đi lên phía Bắc cho nhiệm vụ hộ tống vận tải đến Iwo Jima, và quay trở về Leyte vào ngày 18 tháng 3 năm 1945 nhằm chuẩn bị cho cuộc tấn công chiếm đóng Okinawa, chiến dịch đổ bộ lớn nhất tại Thái Bình Dương. Đi đến ngoài khơi Okinawa vào ngày 31 tháng 3, một ngày trước ngày đổ bộ, làm nhiệm vụ tuần tra và hộ tống vận tải. Các cuộc tấn công cảm từ kamikaze gây hư hại cho nhiều con tàu chung quanh, nhưng bản thân nó được an toàn. Sau hai lượt hộ tống đoàn tàu vận tải đi và đến khu vực chiến sự, chiếc tàu khu trục lên đường quay trở về nhà, về đến San Diego vào ngày 19 tháng 6. Herbert được cho ngừng hoạt động tại đây vào ngày 25 tháng 9 năm 1945; tên nó được cho rút khỏi danh sách Đăng bạ Hải quân vào ngày 24 tháng 10 năm 1945, và lườn tàu bị bán cho hãng Boston Metal Company ở Baltimore, Maryland vào ngày 23 tháng 5 năm 1946 để tháo dỡ.

## Phần thưởng
Herbert được tặng thưởng sáu Ngôi sao Chiến trận do thành tích phục vụ trong Thế Chiến II.